# Angolanische Davis-Cup-Mannschaft
Die angolanische Davis-Cup-Mannschaft ist die Herren-Tennisnationalmannschaft Angolas. Sie wird vom angolanischen Tennisverband betreut, der Federação Angolana de Ténis (FAT).

## Geschichte
Zwischen 2001 und 2003 nahm Angola am Davis Cup teil. Ihr bestes Resultat war Platz sieben in der Europa/Afrika-Gruppenzone III in der Saison 2003. Erfolgreichster Spieler ist Nelson de Almeida mit insgesamt 17 Siegen, mit 14 Teilnahmen ist er gleichzeitig Rekordspieler.
Nach 2003 wurde der angolanische Verband von internationalen Turnieren aufgrund unbezahlter Gebühren und Verbandsabgaben ausgeschlossen. Der für die Amtszeit 2012 bis 2016 neugewählte FAT-Präsident Matias Castro da Silva strebt seither die Regulierung aller Unstimmigkeiten mit dem Weltverband ITF an, um die Teilnahme angolanischer Tennisspieler wieder zu ermöglichen.